# 宗方姉妹
『宗方姉妹』（むねかたきょうだい）は、1950年（昭和25年）8月8日公開の、小津安二郎監督による日本映画。1961年にドラマ化もされた。
当時の新東宝が力を入れていた文芸大作路線の一作である。監督には松竹から小津安二郎が招かれ、小津にとっては初めて松竹を離れて制作した映画となった。ストーリーは大佛次郎の同名小説を原作とし、保守的な姉と奔放な妹とを対比させながら変わりゆく家庭の姿を描いている。

## あらすじ
京都の寺を間借りする宗方忠親が、娘の満里子に東京での生活を聞いているとパリ帰りの田代がやってきた。忠親は、妹・満里子の面倒を見たり失業中の夫・三村亮助を抱えてバーで働いている姉の節子の身の上を案じていた。満里子が、なぜ田代と結婚しなかったのかと節子に聞くと自分の気持ちに気づくのが遅かったと答える。夫の亮助は節子に離婚話を持ちかけ、抗議する彼女を殴ったが、発作で倒れ亡くなった。節子は、田代に夫の死を背負ったままでは再婚できないと打ち明けるのだった。

## スタッフ
- 監督：小津安二郎
- 脚本：野田高梧、小津安二郎
- 原作：大佛次郎
- 製作：児井英生、肥後博
- 撮影：小原譲治
- 美術：下河原友雄
- 編集：後藤敏男
- 音楽：斎藤一郎
- 助監督：内川清一郎

## キャスト
- 三村節子(姉)：田中絹代
- 宗方満里子(妹)：高峰秀子
- 田代宏(神戸の家具屋)：上原謙
- 真下頼子(田代宏の友人 未亡人)：高杉早苗
- 宗方忠親(宗方姉妹<きょうだい>の父)：笠智衆
- 三村亮助(節子の夫)：山村聡
- 前島五郎七 (バーの店員)：堀雄二
- 三銀の客：河村黎吉
- 教授・内田譲：斎藤達雄
- 飲み屋三銀の亭主：藤原釜足
- 藤代美惠子：坪内美子
- 箱根の宿女中：一の宮あつ子
- 東京の宿女中：堀越節子
- 三銀の女中（キヨちゃん）：千石規子

## 作品データ
- 製作 : 新東宝撮影所
- フォーマット : 白黒　スタンダードサイズ（1.37:1）　モノラル
- 初回興行 :丸の内ピカデリー

## 受賞
- 第1回ブルーリボン賞 主演男優賞（山村聰）
- 第5回毎日映画コンクール 助演賞（山村聰） ※『帰郷』『大利根の夜霧』と合わせての受賞
- 第24回キネマ旬報ベスト・テン 日本映画ベスト・テン第7位

## テレビドラマ

### 1961年版
本作を原作とするテレビドラマが、1961年10月13日に、朝日放送製作の『近鉄金曜劇場』で放送された。

#### スタッフ
- 原作：大佛次郎
- 脚本：岡田達門
- 演出：松下煌[2]
- 制作：朝日放送[2]

#### キャスト
- 斎藤達雄
- 若原雅夫
- 阪口美奈子
- 浜田寅彦
- 渡辺千世
- 岩田直司
- 折原啓子

#### 前後番組
| TBS系列 近鉄金曜劇場 | TBS系列 近鉄金曜劇場              | TBS系列 近鉄金曜劇場       |
| 前番組               | 番組名                            | 次番組                     |
| -------------------- | --------------------------------- | -------------------------- |
| あらくれ 【ABC制作】 | 宗方姉妹 （ドラマ版） 【ABC制作】 | ナポリの青い風 【TBS制作】 |

### 1973年版
1973年10月8日～11月2日に、NHKの『銀河テレビ小説』で放送された。

#### スタッフ
- 原作：大佛次郎
- 脚本：成田孝雄
- 演出：岸田利彦、原嶋邦明
- 制作：NHK

#### キャスト
- 藤村志保
- 仁科明子
- 加藤剛
- 清水将夫
- 近藤洋介
- 木村俊恵
- 村松英子